# Avenir (lettertype)
Avenir is een geometrisch schreefloos lettertype ontworpen in 1988 door Adrian Frutiger, en uitgegeven door Mergenthaler Linotype Company. Het lettertype is nu gelicenseerd door Monotype Imaging.
De naam Avenir is afkomstig van het Franse woord voor 'toekomst'. Avenir is namelijk geïnspireerd op lettertype Futura (1927) van Paul Renner, en Erbar (1926) van Jakob Erbar. Frutiger bedacht een meer organische, harmonieuze interpretatie uit deze geometrische lettertypes. Overeenkomsten met Futura zijn duidelijk te zien, en de kleine letter 'a' met kom en ophaal lijkt op die van Erbar. Ook zijn invloeden van zijn vroegere lettertype Frutiger te vinden.

## Avenir familie

### Avenir
Avenir werd aanvankelijk uitgegeven in 1988 in drie zwaartes, elk met een romein en schuingedrukt ("oblique") tekenset. In de lettertypefamilie werd Frutigers tweecijferig systeem voor aanduiding van zwaarte en breedte toegepast: 45 (book), 46 (book oblique), 55 (text weight), 56 (text weight oblique), 75 (bold) en 76 (bold oblique). Later werd de familie uitgebreid tot zes zwaartes, elk weer met een romein en oblique.

### Avenir Next
In 2004 werkte Frutiger samen met Linotype's interne letterontwerper Akira Kobayashi aan een nieuwe Avenir lettertypefamilie om de tekortkomingen van schermweergave ervan op te lossen. Het resultaat was Avenir Next. Deze lettertypefamilie werd uitgebreid tot 24 tekensets; 6 zwaartes, elk met een romein en oblique, allen in 2 breedtes: normal en condensed. Frutigers nummersysteem werd niet meer toegepast, maar de meer gangbare namen voor zwaartes en breedtes. De tekensets werden later uitgebreid met kleinkapitalen, uithangende cijfers, subscript, superscript en ligaturen.

### Janna
Janna is een Arabische variant van Avenir, ontworpen door Nadine Chahine. Janna (het betekent "hemel" in het Arabisch) werd in 2004 aanvankelijk ontworpen voor aanduidingen op borden voor de Amerikaanse Universiteit van Beiroet. De Arabische tekens zijn gebaseerd op de eerder uitgekomen Frutiger Arabic, maar die waren wat hoekiger.
Er zijn twee romein tekensets in de zwaartes regular en bold gemaakt. Het bevat zowel ISO Adobe 2, Latin Extended, Arabische, Perzische en Urdu karakters, als tabelcijfers voor alle talen.

## Toepassing
Avenir werd direct populair in (digitale) ontwerpstudio's en drukkerijen. Een verbeterde digitaal ingetekende (hinted) versie van Avenir Next is speciaal voor schermweergave gemaakt, ook goed leesbaar in kleinere puntgroottes.
- De Gemeente Amsterdam gebruikt Avenir in haar huisstijl. Het lettertype werd verkozen uit de winnende bijdrage van ontwerpstudio Eden Design & Communication.[1]
- De Technische Universiteit Eindhoven gebruikt Avenir Next in haar huisstijl en in het logo.
- BBC Two is ook begonnen met Avenir toe te passen in haar hoofdzakelijke stijl en in het logo, na eerst algemeen gebruikgemaakt te hebben van Gill Sans.
- Dallas/Fort Worth International Airport gebruikt Avenir uitputtend in haar bewegwijzering en bedrijfslogo.
- Hogeschool Inholland gebruikt Avenir Next voor doorlopende teksten.
- Thomas More hogeschool gebruikt Avenir voor doorlopende teksten.
- Key Bank gebruikt Avenir in advertenties en borden.
- In 2008 nam Wake Forest University het lettertype Avenir als primaire letter voor haar project om de universiteit meer bekendheid te gaan geven, daarbij aangevend dat het ".... de balans, eenvoud en kracht van onze Universiteit benadrukt".
- Het Dagblad van het Noorden gebruikt dit lettertype voor de koppen in de krant.